# 李馨
李馨（1992年7月31日—）生于黑龙江省哈尔滨市尚志市，是一名中国女子越野滑雪运动员。她的父母也曾练习过越野滑雪，但两人因不希望女儿受苦，从未对李馨提及过两人的经历，李馨在12岁时瞒着父母参加了家乡举办的环城越野滑雪比赛，获得了5公里项目第一名，之后她被尚志市体校的教练看中，便开始在尚志市体校接受业余训练。一开始父母反对她练习越野滑雪，但李馨仍不顾两人反对坚持训练。2007年，她在吉林省长春市完成了个人的世界杯分站赛首秀。